# Steve Nielsen
Steve Nielsen, né le 2 juillet 1964, est un ingénieur britannique travaillant en Formule 1. Il est nommé directeur général de l'équipe Alpine F1 Team à partir du 1er septembre 2025.

## Carrière
Après avoir quitté l'école en 1985, Steve Nielsen suit une formation d'agent de police, mais démissionne après 11 mois. Il travaille ensuite comme chauffeur de camion pour une entreprise de restauration de Formule 1. 
En 1986, il rejoint l'équipe d'essais de Team Lotus, avant de diriger leur département des pièces détachées. En 1991, il rejoint Tyrrell dans le même rôle avant d’être nommé directeur adjoint de l’équipe en 1994. Au cours des cinq années suivantes, il travaille pour Benetton, retourne chez Tyrrell, passe par Honda, puis Arrows, avant de revenir chez Benetton, où il reste pendant près d'une décennie en tant que directeur sportif, y compris pendant les transitions de l'équipe vers Renault F1 et Lotus Renault GP.
Après avoir passé 2012 comme directeur sportif chez Caterham, Nielsen rejoint Scuderia Toro Rosso au début de la saison 2013. Il rejoint Williams en tant que directeur sportif en décembre 2014, et travaille à ce poste jusqu’à son départ en juillet 2017, où il est remplacé par David Redding.
Le 1er août 2017, il débute un nouveau poste en tant que directeur sportif de la Formule 1. Il quitte cette fonction et devient directeur sportif de la FIA le 18 janvier 2023. En décembre 2023, Nielsen quitte la FIA après 11 mois dans ce poste. 
Le 4 juillet 2025, Steve Nielsen est annoncé comme le successeur de l’ancien directeur d’équipe Oliver Oakes pour occuper le nouveau poste de « directeur général » de l’équipe Alpine F1 Team, assurant la gestion quotidienne de l’écurie à partir du 1er septembre, avant le Grand Prix d’Italie à Monza . Cette nomination suit son congé anticipé à la suite de son départ en tant que directeur des opérations sportives chez le détenteur des droits commerciaux de la F1. Il rendra compte à Flavio Briatore, qui continue à superviser le projet dans sa globalité,.